# 東薩馬省
東薩馬省（英語：Eastern Samar），是一個位於菲律賓薩馬島上的一個省份。首府為博龍岸。

其位於薩馬島的東部，向北的位置為北薩馬省；向西的位置為薩馬省；向東的位置為菲律賓海；向南的位置則是面對雷伊泰灣（Leyte Gulf）。第二次世界大战中太平洋战场上雷伊泰湾海战在这里发生。

## 行政區域

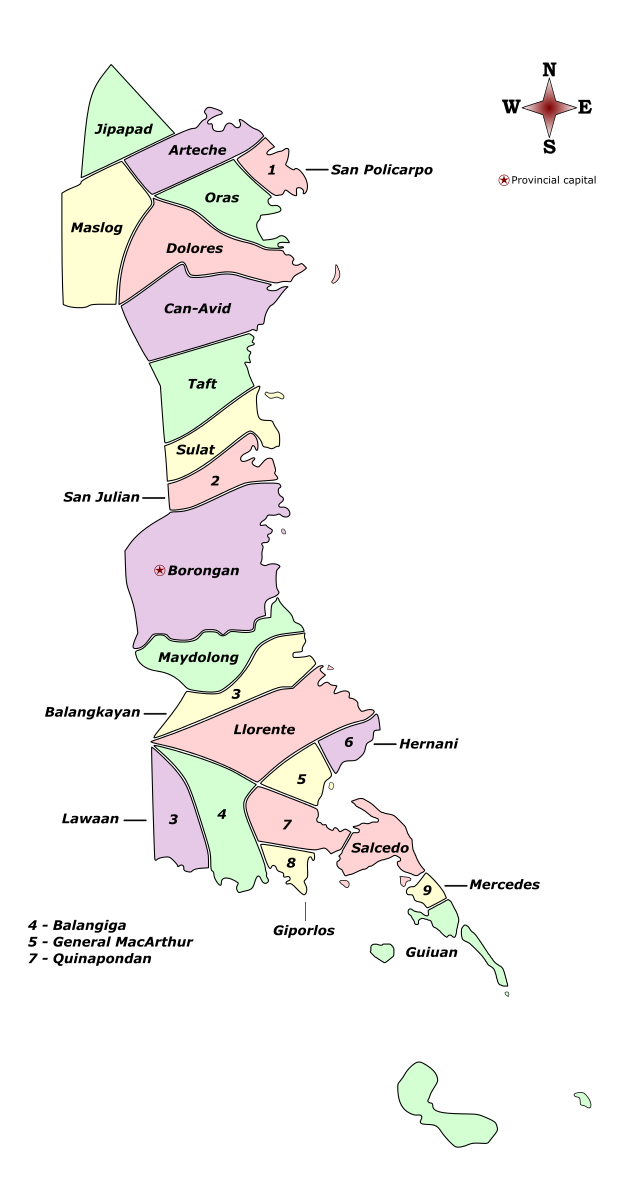
東薩馬省地图

東薩馬省劃分為22個自治市及1個城市。

### 城市
- 博龍岸（Borongan）- 首府

### 自治市
- Arteche
- 描籠義牙，又譯＂巴朗吉戛＂（Balangiga）
- 描籠加淵（Balangkayan）
- 干亞維德（Can-avid）
- 多洛雷斯（Dolores）
- 麥克阿瑟將軍市（General MacArthur）
- Giporlos
- 義灣，又譯＂吉萬＂（Guiuan）
- 埃爾納尼（Hernani）
- Jipapad
- 拉瓦安（Lawaan）
- Llorente
- Maslog
- Maydolong
- 梅賽德斯（Mercedes）
- 奧拉斯（Oras）
- 計那本丹（Quinapondan）
- 薩爾塞多（Salcedo）
- 聖胡利安（San Julian）
- 仙波里加波（San Policarpo）
- 蘇拉特（Sulat）
- 塔夫脫（Taft）